# 田極翼
田極 翼（たごく つばさ、1986年11月24日 - ）は、日本で活動するバレエダンサーおよびミュージカル俳優である。栃木県出身。元サンカラーズ所属。

## 来歴
イギリスノーザンバレエスクールに4年間通い、卒業後はマンチェスターシティバレエ団でバレエダンサーとして活動していた。2008年にはイタリアに拠点を移して活動し、2011年に帰国し、以降は日本で活動している。

## 主な出演作品
- ウエスト・サイド・ストーリー（アクション）
- ピピン
- メリー・ポピンズ
- ロミオとジュリエット
- エリザベート（トートダンサー）
- キャッツ（タンブルブルータス）
- 夢から醒めた夢（アンサンブル）
- フィスト・オブ・ノーススター〜北斗の拳〜（フウガ）